# Agrypon rugifer
Agrypon rugifer är en stekelart som först beskrevs av Thomson 1894.  Agrypon rugifer ingår i släktet Agrypon och familjen brokparasitsteklar. Arten är reproducerande i Sverige. Inga underarter finns listade i Catalogue of Life.